# Marble (Colorado)
Marble es un pueblo ubicado en el condado de Gunnison en el estado estadounidense de Colorado. En el Censo de 2010 tenía una población de 131 habitantes y una densidad poblacional de 128,05 personas por km².

## Geografía
Marble se encuentra ubicado en las coordenadas 39°4′19″N 107°11′26″O / 39.07194, -107.19056. Según la Oficina del Censo de los Estados Unidos, Marble tiene una superficie total de 1.02 km², de la cual 1.02 km² corresponden a tierra firme y (0%) 0 km² es agua.

## Demografía
Según el censo de 2010, había 131 personas residiendo en Marble. La densidad de población era de 128,05 hab./km². De los 131 habitantes, Marble estaba compuesto por el 96.95% blancos, el 0% eran afroamericanos, el 3.05% eran amerindios, el 0% eran asiáticos, el 0% eran isleños del Pacífico, el 0% eran de otras razas y el 0% pertenecían a dos o más razas. Del total de la población el 5.34% eran hispanos o latinos de cualquier raza.